# Jagodnik, Mokronog–Trebelno
Jagodnik este o localitate din comuna Mokronog - Trebelno, Slovenia, cu o populație de 29 de locuitori.